# Dartre
Ne doit pas être confondu avec Tartre.
La dartre est un terme flou désignant des maladies de la peau se caractérisant par la formation de plaques sèches et squameuses au niveau de l'épiderme.

Cette dermatose peut aller jusqu'à un durcissement de la peau.

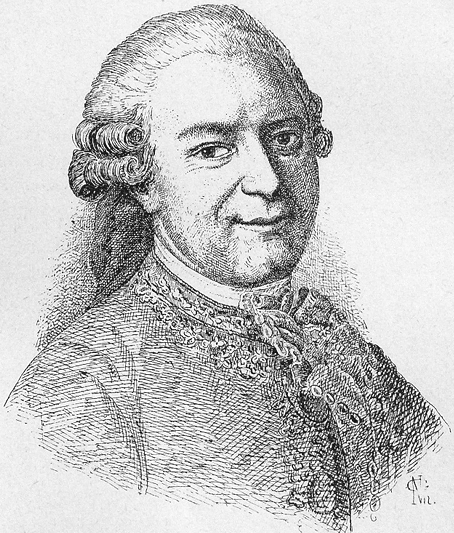
Philibert Chabert (1737-1814), vétérinaire, auteur d'un ouvrage sur les dartres.

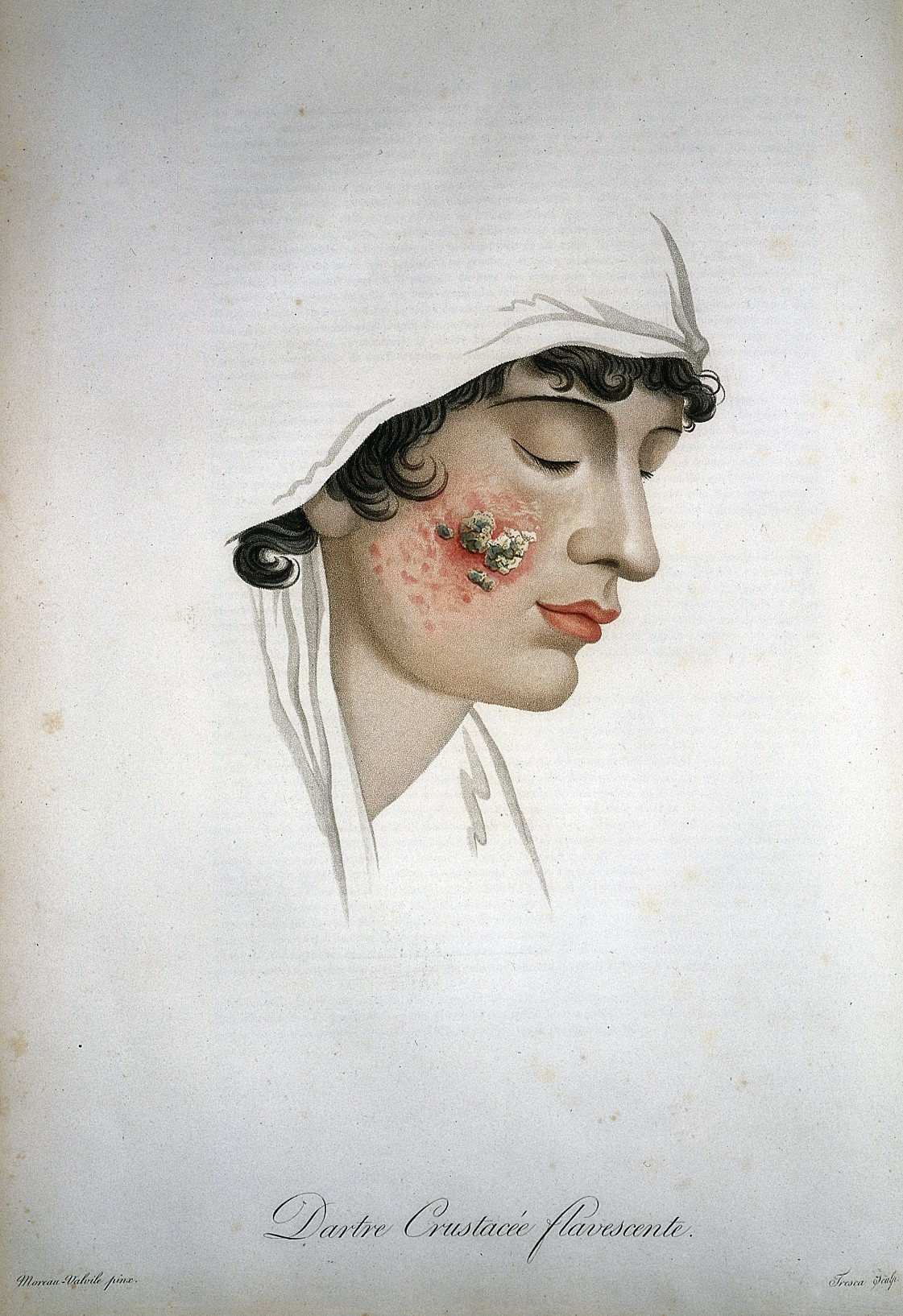
Dartres sur la joue (J.L.M Alibert, Description des maladies de la peau).

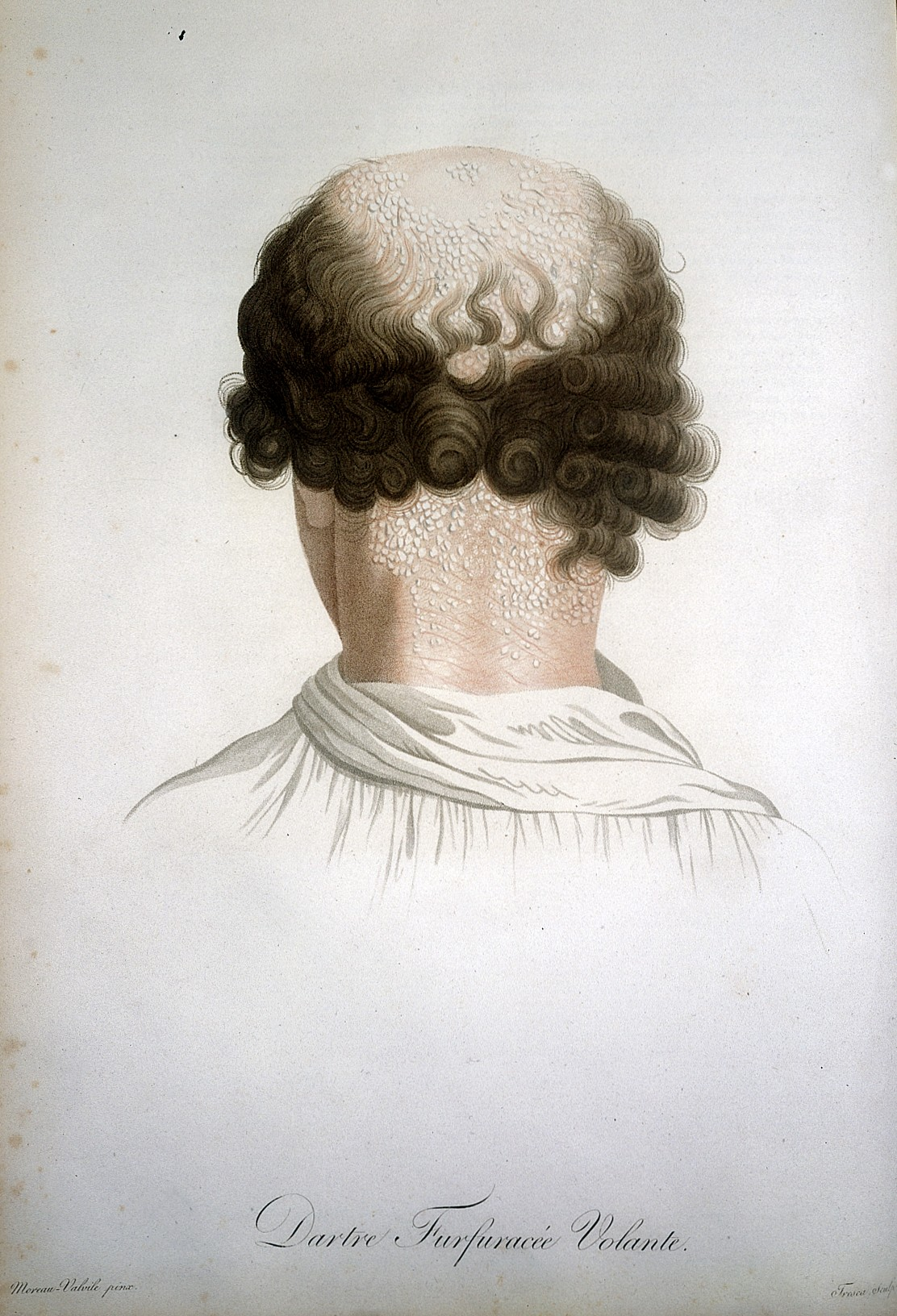
Dartres sur le cuir chevelu et le cou (J.L.M Alibert, Description des maladies de la peau).

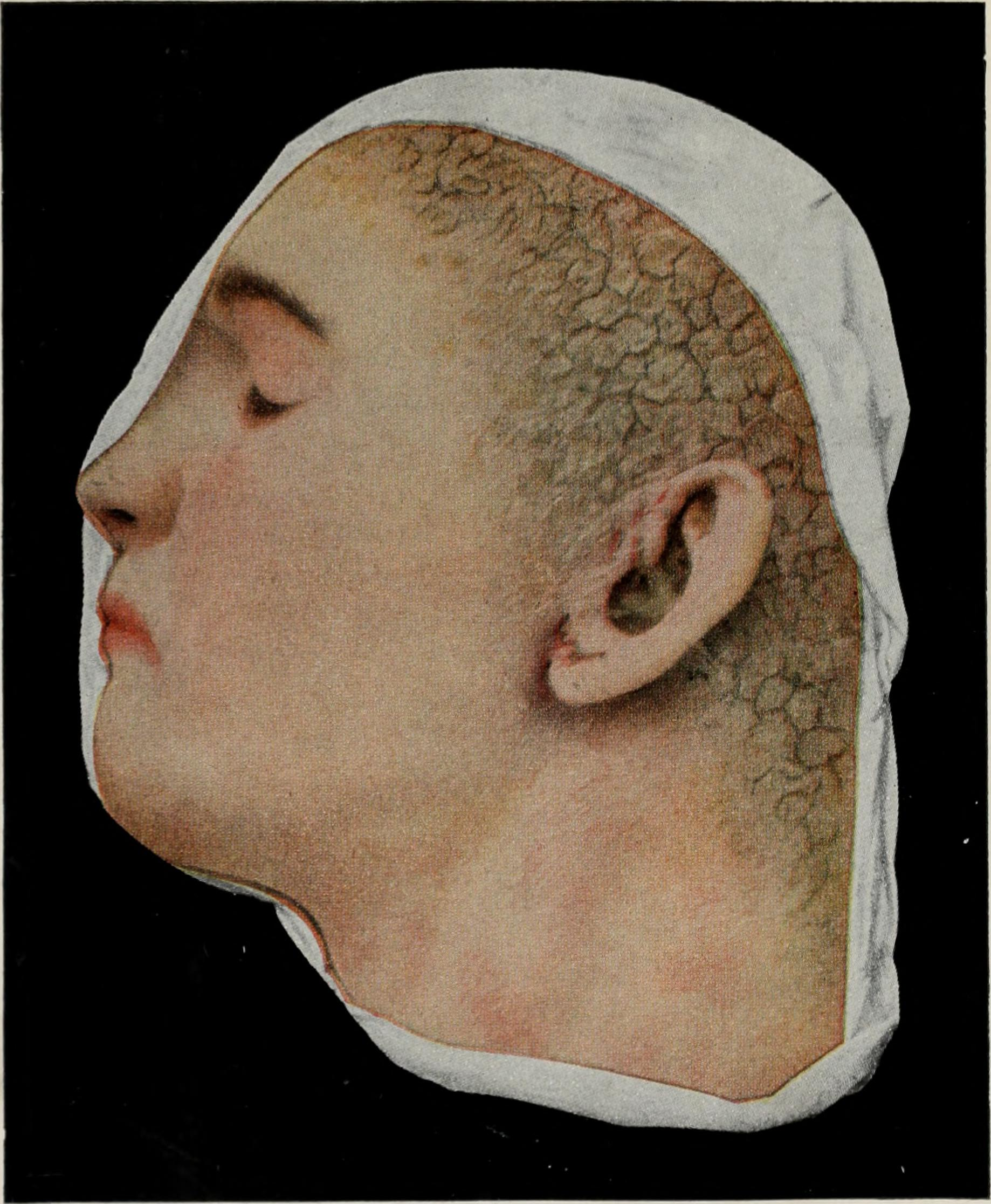
Dartres sur le cuir chevelu et le cou.

## Histoire médicale et vétérinaire
Au XVIIIe siècle, l'École vétérinaire d'Alfort est très souvent consultée pour des problèmes de gale et de dartres chez les animaux domestiques, dans un grand nombre de troupeaux, ainsi que chez les chevaux de régiments militaires. Ceci pousse Philibert Chabert à écrire un traité sur le sujet, que le Gouvernement fait imprimer en 1783 à l'Imprimerie royale avant de l'adresser à tous les intendants des Provinces ainsi qu'aux chefs des corps militaires. Cet ouvrage est réédité et à nouveau largement diffusé, en 1785 et en 1787. L'auteur note qu'en l'an II, la gale fit de grands ravages dans les chevaux des différentes armées de la République, ce qui incita à une nouvelle réédition.
Philibert Chabert soignait les dartres par des émollients, puis des onguents mercuriels et si cela ne suffisait pas par un onguent à base de plomb (« acétite de plomb »), dit « extrait de Saturne » s'ils avaient résisté au mercure (de même que l'animal).

Pour André Ignace Joseph Dufresnoy (ou Du Fresnoy), médecin et professeur de botanique à Valenciennes, membre des Sociétés de Médecine de Paris, Bruxelles... associé correspondant de la Société Philotechnique de Paris), qui a utilisé des extraits d'un Sumac (Rhus radicans) pour soigner « les Dartres et affections dartreuses » ainsi que la « Paralysie des extrémités inférieures », et publié plusieurs ouvrages à ce propos à partir 1788...), , citant Sauvage en 1799 : 

« une dartre est un amas de boutons, une efflorescence, composée de petites tumeurs rouges et prurigineuses, qui tombent par écailles, ou par croûtes (…) les dartres attaquent toutes les parties du corps. Lieutaud les divise en quatre espèces : volantes, milliaires, farineuses et rongeantes. Astres en distingue huit espèces, et cet habile médecin a fait sur cette maladie, un traité qui ne laisse rien à désirer. Les Dartres ont leur siège dans la membrane réticulaire, ou muqueuse.
Cette maladie découvre les vices de la surpeau, dans les dartres farineuses ; ou de l'humeur muqueuse, dans les Dartres humides, croûteuses et rongeantes. Elle procède d'un grand nombre de causes, qu'il seroit trop long de rapporter ici. L'on ne peut pas prendre trop de précautions pour se prémunir contre cette maladie, qui se communique par le simple contact.
J'ai connu dans Valenciennes, une femme très jeune, qui, pour avoir, en descendant de la comédie, accepté la main d'un officier, affecté de Dartres vives, eût le malheur de gagner cette maladie, et ne pût s'en guérir que par des fumigations mercurielles, après avoir pris, pendant deux ans, différens remèdes prescrits par un des plus habiles chirurgiens de cette ville. L'humeur qui cause les Dartres, est plus ou moins âcre, ou rongeante. Les Dartres sont , en général, plus incommodes que dangereuses. Souvent elles reparoissent, quand on les croyoit guéries. 
Les farineuses et croûteuses cèdent facilement aux remèdes. Les humides et rongeantes, sont très-opiniâtres, par l'âcreté de l'humeur qui les cause. Celles qui proviennent de causes internes, sont les plus difficiles à guérir »

 
Pour soigner les dartres, il faut, selon A.I.J Dufresnoy :

« corriger les vices du sang, qui les entretiennent. Les moyens que l'on emploie à cet effet, sont: la Saignée, les Purgatifs, les Sucs des Plantes chicoracées et amères, (comme la Fumeterre mariée avec l'eau de veau, ou le petit lait) et les Bains »

 Quand il soupçonne « des embarras dans les premières voies, et surtout au foie », il prescrit, avec selon lui, un succès qui s'est rarement démenti 

« la Conserve, composée avec la racine récente de Ciguë, ou le Suc dépuré de cette racine, en commençant par dix gouttes, que l'on augmente jusqu'à deux gros et plus, et la Conserve depuis dix grains jusqu'à trois gros. Il en faụt moins pour les enfans, ainsi que pour les tempéramens moins propres à supporter l'usage de la Ciguë (…) J'ai presque toujours guéri les Dartres, qui n'avoient d'autre cause que l'âcreté de l'humeur, par l'infusion des feuilles fraîches ou séchées, et pendant l'hiver, des tiges du Rhus-radicans (plante hautement toxique). Quand les Dartres sont causées par un virus vénérien, ou scrophuleux, elles ne cèdent, les premières qu'au Mercure, et les secondes, qu'à la Ciguë mariée avec différentes préparations mercurielles »

— André Ignace Joseph Dufresnoy,  Des caractères de traitement et de la cure des dartres, (1799)
 

Selon Marc-Antoine Eidous, contributeur de l'Encyclopédie de Diderot : 

« Les dartres sont formées de pustules érésypelateuses qui affectent les téguments ; elles prennent différents noms, selon les différences sous lesquelles elles paraissent. »

— Marc-Antoine Eidous